# Guerra Austro-Turca (1788-1791)
A Guerra Austro-Turca foi travada em 1788–1791 entre a Monarquia de Habsburgo e o Império Otomano, concomitantemente com a Guerra Russo-Turca (1787–1792), a  Guerra Russo-Sueca (1788–1790) e a Guerra de Teatro. Às vezes é chamada de Guerra Habsburgo-Otomana ou Guerra Austro-Otomana.

## Objetivos
A guerra começou como um conflito russo-turco. O Império Russo, liderado por Catarina, a Grande, esteve envolvido em guerras anteriores de conquista contra os otomanos, e as duas nações eram abertamente hostis. Em agosto de 1787, após "numerosas provocações russas", segundo Hochedlinger, o Império Otomano declarou guerra aos russos. O imperador austríaco José II concluiu uma aliança com os russos em 1781, que (Hochedlinger) "obrigou [ele] a ajudar os russos com todas as suas forças... Viena sentiu que deveria agir prontamente para não incomodar o [ Imperatriz]. O que Joséprecisava garantir desta vez era que a Áustria não voltasse de mãos vazias, como aconteceu com a Crimeia em 1783-1784.
Na verdade, José enfrentava uma séria ameaça ao seu governo numa parte distante do seu império, onde hoje é a Bélgica; bem como tensões de longo prazo com um poderoso vizinho do norte, a Prússia. Hochedlinger opina que “a guerra não poderia ter surgido em momento mais inoportuno”.
Hochedlinger também julga que os turcos também cometeram um erro ao iniciarem eles próprios a guerra. Do ponto de vista russo, "o conflito poderia agora ser apresentado ao público europeu como uma guerra defensiva contra um agressor. A agressão turca também tornou muito mais difícil para a França continuar o seu papel tradicional como protector do Sultão contra a rapacidade russa".

## Combate

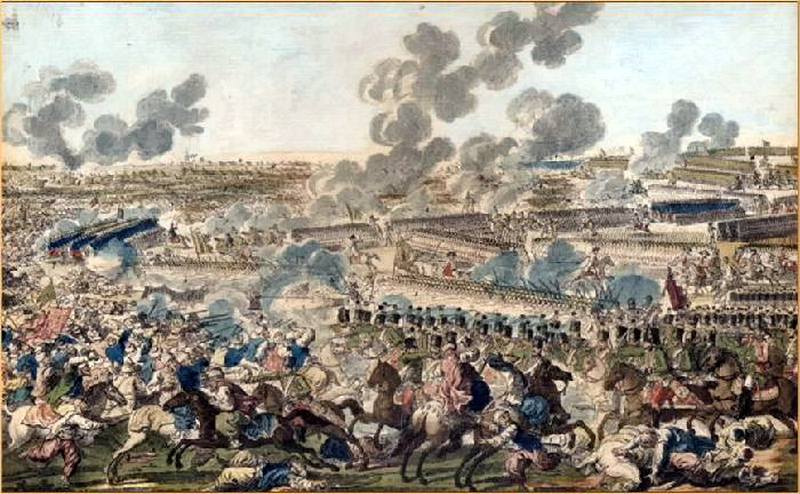
Confronto entre tropas russo-austríacas e turcas na Batalha de Rymnik

Os austríacos entraram na guerra em fevereiro de 1788, embora já tivessem perdido a melhor chance de uma vitória fácil. Os lentos preparativos da Rússia resultaram na concentração otomana em Belgrado. Os austríacos contaram com o apoio russo na Moldávia, que só começou no final de 1788, e José II parecia ter relutado em lutar contra os otomanos. Em julho, os otomanos cruzaram o Danúbio e invadiram o Banato austríaco. A escassez de suprimentos atingiu ambos os lados, enquanto a doença atingiu os soldados austríacos. Cerca de 50 mil refugiados sérvios atravessaram o Danúbio, causando problemas logísticos aos austríacos. Em meados de agosto, José II despachou 20.400 soldados para o Banato. Um Corpo Livre Sérvio de 5.000 soldados foi estabelecido no Banato, composto por refugiados que fugiram de conflitos anteriores no Império Otomano. O Corpo lutaria pela libertação da Sérvia e pela unificação sob o domínio dos Habsburgos.
Mais tarde, a balança deslocou-se para a Áustria: os turcos foram expulsos de partes da Croácia, o Banato, partes da Bósnia, e Belgrado foi tomada numa campanha de três semanas pelo idoso marechal de campo Laudon. A Sérvia ocupada pelos Habsburgos (1788-1791) foi estabelecida. O exército austríaco também participou decisivamente nas vitórias de Focşani e Rymnik sob o comando geral de Suvorov, e Josias de Saxe-Coburgo conquistou Bucareste.

## Doenças
Na frente, os surtos de malária e outras doenças desempenharam um papel importante. Segundo Braunbehrens, no exército austríaco durante 1788 ocorreram "epidemias: os lazaretos estavam lotados, metade do exército estava doente e milhares de soldados morreram". José II passou a maior parte da guerra no front e foi um dos que ali adoeceu; ele finalmente morreu de doença após voltar para casa (20 de fevereiro de 1790).

## Resultados

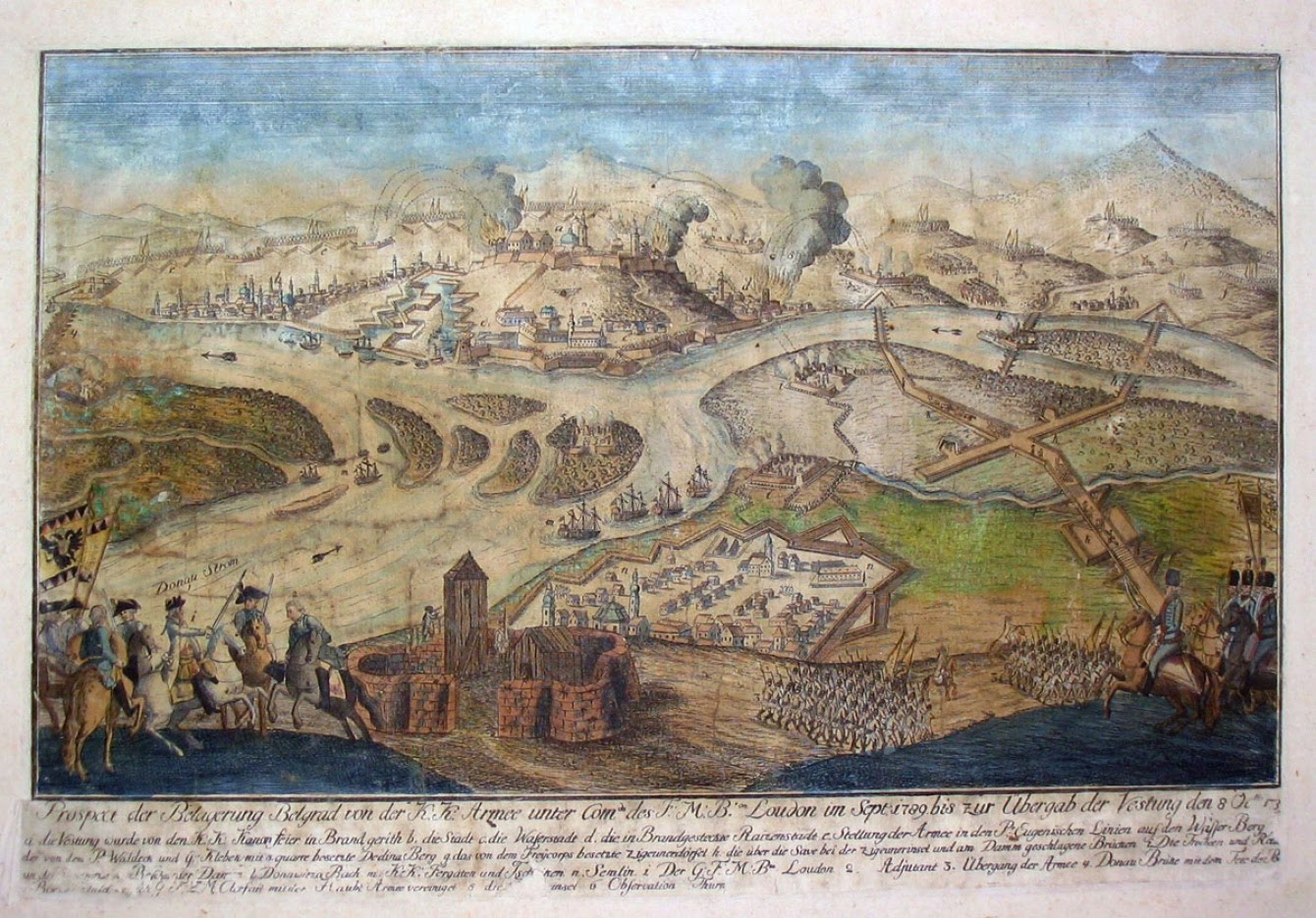
Cerco de Belgrado em 1789. A Áustria devolveu Belgrado e outros territórios capturados aos otomanos.

O sucessor de José, Leopoldo II, foi obrigado a encerrar a guerra devido à ameaça de intervenção prussiana em apoio aos otomanos. No resultado final negociado, estabelecido no Tratado de Sistova de 4 de agosto de 1791, os ganhos da Áustria foram "escassos":  A Áustria devolveu todo o território das suas conquistas, exceto a pequena cidade de Orsova e uma faixa de terras croatas. perto da fronteira entre a Bósnia e a Croácia  (por exemplo, Drežnik Grad, Castelo de Cetin, Donji Lapac, Srb).
Os russos conquistaram novos territórios ao longo do Mar Negro e forçaram os turcos a reconhecer as conquistas anteriores no Tratado de Jassy de 9 de janeiro de 1792. Para os otomanos, a guerra foi um acontecimento saliente num longo período de declínio nacional (ver Estagnação e reforma do Império Otomano). Em 1791, a retirada de tropas e navios de guerra para a Europa levou à derrubada do Emir Ismail Bey no Egito. Os seus sucessores, Murade Bei e Ibrahim Bei, estabeleceram um regime independente de Istambul.

### Sérvia
A Sérvia estava sob domínio otomano antes da guerra e foi disputada acirradamente, permanecendo uma possessão otomana após o acordo final do tratado. A guerra teria consequências importantes para a história futura da Sérvia. Rajić escreve:
As guerras dos séculos XVI, XVII e XVIII incutiram na consciência sérvia a profunda expectativa de que apenas a Áustria poderia ajudar [isto é, na libertação da Sérvia dos otomanos]. Esta fé foi largamente abalada depois de Kočina Krajina e da última Guerra Austro-Turca (1788-1791), quando se tornou claro que, apesar dos méritos dos sérvios e das pesadas baixas na luta contra os turcos, o imperador os abandonou e fez as pazes com o sultão. Desde então, a Rússia substituiu a Áustria nos planos dos sérvios para restaurar o seu estado.
Para uma discussão sobre o destino da Sérvia durante a guerra, consulte Sérvia ocupada pelos Habsburgos (1788-1791).

## Frente interna na Áustria
A guerra teve graves efeitos negativos na economia da Áustria e atrapalhou o progresso na criação de uma sociedade civil moderna. Calinger escreve:
Para ter tempo e recursos financeiros para estabelecer as suas reformas internas, José II precisava de estabilidade nas relações externas. É uma máxima bem testada que a guerra impede a reforma. A política externa predatória de José, no entanto, juntamente com a de Catarina II, levou a uma guerra contra os turcos otomanos de 1787 a 1790. Esta guerra devastou a sua economia interna. No ano seguinte, a dívida nacional disparou para 22 milhões de florins e, em 1790, atingiu 400 milhões. À medida que os preços dos alimentos e os impostos aumentavam e um novo recrutamento era implementado, o clima em Viena tornou-se feio. Os motins do pão eclodiram após a má colheita de 1788/89 e a popularidade do imperador despencou.
Solomon escreve que mesmo "o moral da elite cultural foi severamente corroído; o medo do recrutamento levou muitas famílias aristocráticas a deixar Viena, e havia sentimentos generalizados de desilusão com o imperador José, uma sensação de que ele havia traído a promessa de um movimento de reforma esclarecido. ."